# Walther P99
Walther P99 là một loại súng lục, súng ngắn bán tự động của Đức chế tạo năm 1993 nhưng đến năm 1996 mới thành công, nó là một trong những khẩu súng ngắn nổi tiếng nhất của nước Đức cũng như nhà máy vũ khí Walther, nó được tạo ra nhằm thay thế cho hai khẩu súng ngắn lỗi thời Walther P5 và Walther P88.
Walther P99 sử dụng ba loại đạn chính là 9x19mm, .40 S&W và 9x21mm IMI, ngoài ra súng có thể gắn ống giảm thanh và tia laser riêng. Đây chính là khẩu súng ngắn chính thứ hai của chàng điệp viên 007 James Bond, một số diễn viên thủ vai này đã sử dụng súng này rất nhiều như khẩu Walther PPK.

## Các quốc gia sử dụng
- Đức
- Mỹ
- Anh Quốc
- Pháp
- Ireland
- Malaysia
- Hà Lan
- Ba Lan
- Bồ Đào Nha
- Phần Lan
- Canada
- Mexico
- Hồng Kông
- Hàn Quốc